# Somerville College

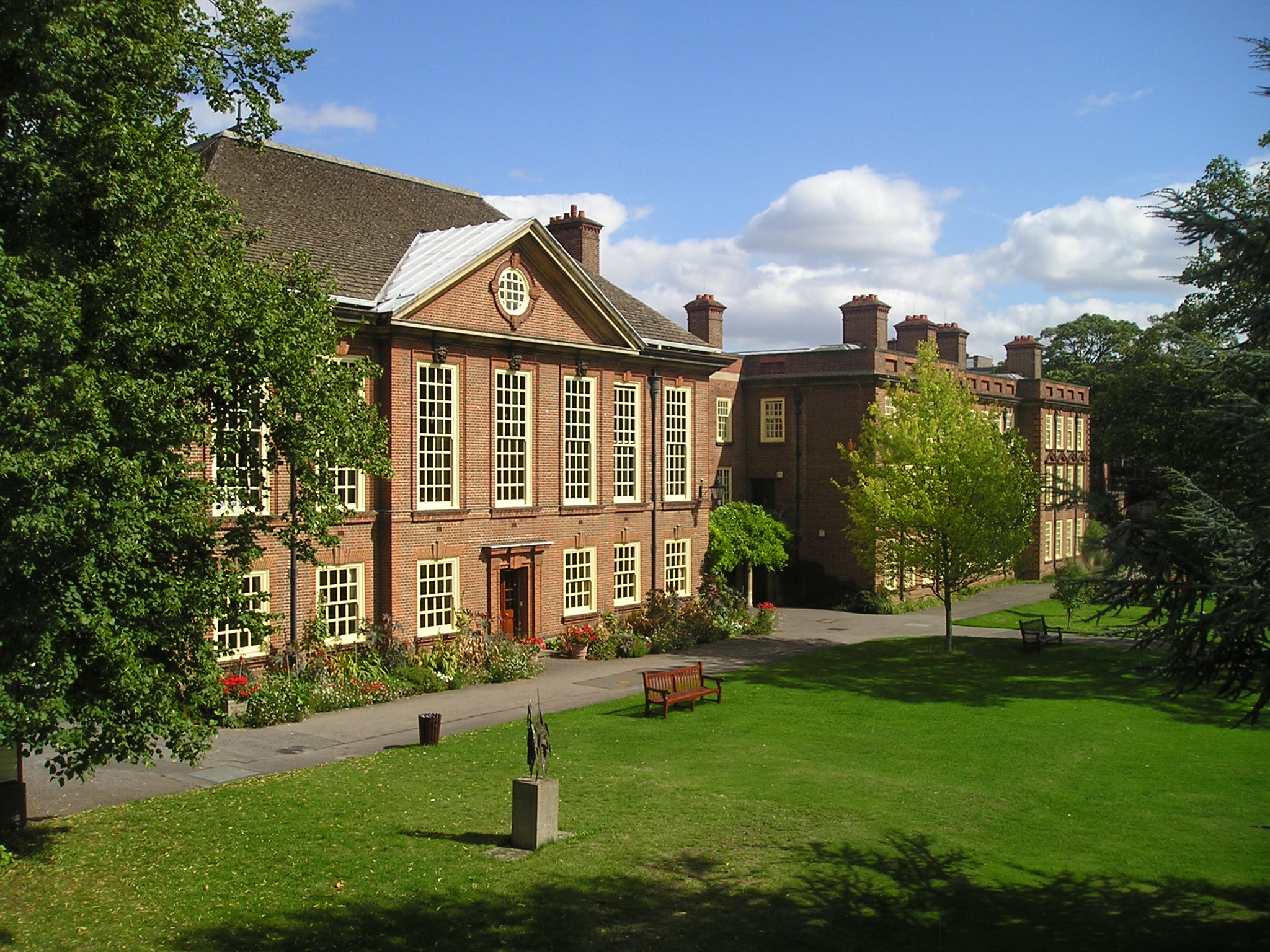
Somerville College

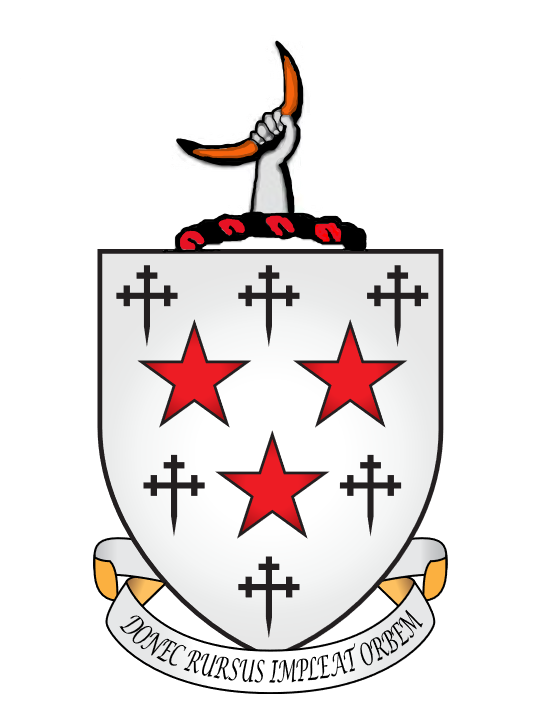
Brasão de armas

Somerville College é uma das faculdades constituintes da Universidade de Oxford, na Inglaterra. A faculdade tem uma excelente reputação e uma excelente satisfação dos estudantes entre as faculdades de Oxford. Somerville tem a maior biblioteca universitária de Oxford e é conhecida por sua atmosfera amigável e liberal, arquitetura variada e excelente comida de salão. Somerville é uma das três únicas faculdades de Oxford que oferece acomodação no local para todos os alunos de graduação durante o curso. 
Foi uma das duas primeiras faculdades de mulheres em Oxford. Somerville College foi fundada como Somerville Hall em 1879. Tornou-se Somerville College em 1894. Durante a Primeira Guerra Mundial, o colégio foi convertido em um hospital militar. Os pacientes notáveis que ficaram em Somerville incluem Robert Graves e Siegfried Sassoon.
Em 2017 tinha recebido uma doação de 73,4 milhões de libras esterlinas. Está localizado na Woodstock Road. O colégio tem 600 estudantes. O diretor do colégio é Janet Royall, Baroness Royall of Blaisdon. 
Ex-alunos conhecidos incluem Margaret Thatcher, Indira Gandhi, Dorothy Hodgkin, Iris Murdoch, Vera Brittain, Dorothy L. Sayers, Susan Cooper, Philippa Foot, Patricia Churchland, Kathleen Kenyon, Averil Cameron, Shriti Vadera, Caroline Series, Rose Macaulay, Margaret Jay, Baronesa Jay de Paddington, Lilian Faithfull, Emilia Frances Noel e Emma Kirkby. Seus ex-alunos desempenharam um papel muito importante no feminismo.